# Гундеперга
Гундеперга или Гундеберга (Gundeberga, Gundeperga; * 591, + 640) e кралица на лангобардите (625 – 652).

## Биография
Дъщеря е на Теодолинда и първия ѝ съпруг лангобардския крал Аутари. Сестра е на крал Адалоалд от втория брак на майка ѝ с крал Агилулф.
Гундеперга се омъжва за лангобардския крал Ариоалд, който я обвинява в изневяра и я затваря за 3 години в малък кастел. Пуска я на свобода в резултат на покровителството на меровингера Хлотар II.
През 636 г. съпругът ѝ умира и тя се омъжва за крал Ротари, който както първия ѝ мъж, я държи много години в затвор. Роля със сигурност играе това, че Ротари, както и Ариоалд, е арианец, a Гундеперга е католичка.
Гундеперга има с Ротари син Родоалд, който е крал на лангобардите от 652 до 653 г.